# علی مروی
علی مروی نمایندهٔ دورهٔ سوم و چهارم، دورهٔ پنجم و دورهٔ نهم مجلس شورای اسلامی و رئیس کمیسیون انرژی مجلس شورای اسلامی از حوزهٔ انتخابیهٔ نیشابور و فیروزه در استان خراسان رضوی است.